# Pfarrkirche Jerzens

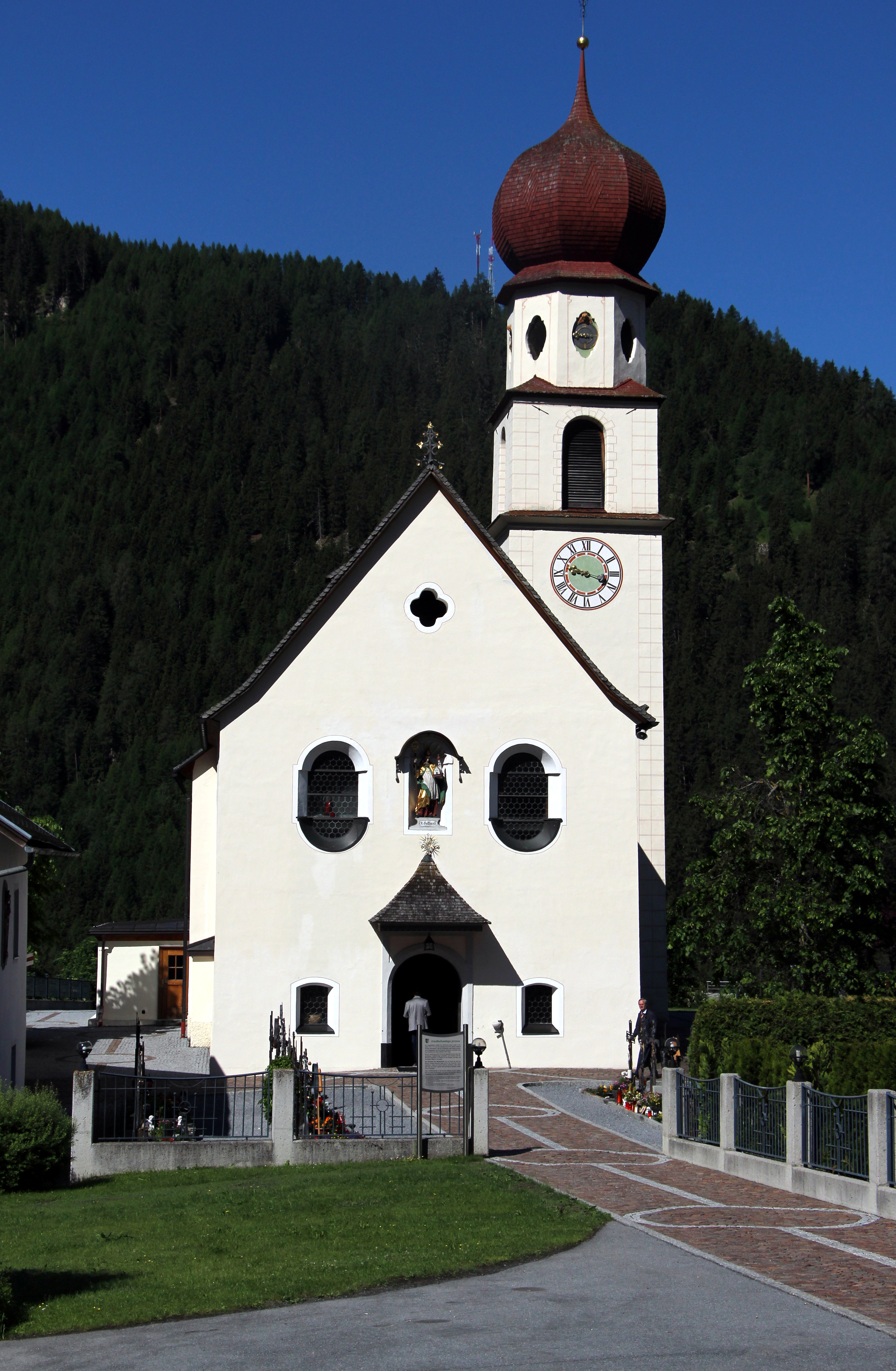
Pfarrkirche Jerzens

Die römisch-katholische Pfarrkirche Jerzens steht in der Gemeinde Jerzens im Bezirk Imst in Tirol. Die dem heiligen Gotthard geweihte Pfarrkirche gehört zum Dekanat Imst in der Diözese Innsbruck. Das Kirchengebäude und der umgebende Friedhof stehen unter Denkmalschutz.

## Geschichte

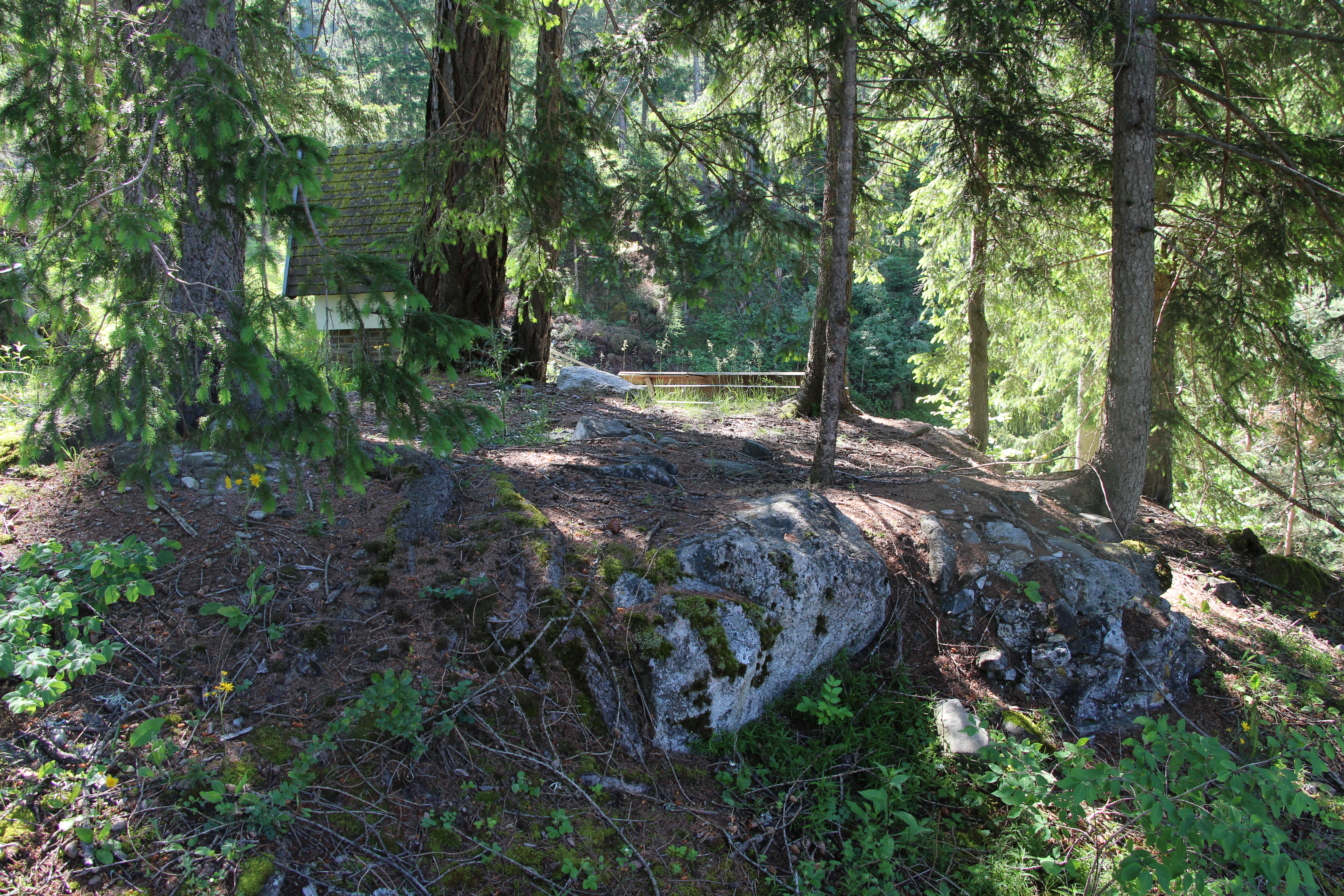
Mauerreste der alten Kapelle am Gotthardsbühel

In Jerzens, das nur über Bergpfade erreichbar war, gab es bis ins 18. Jahrhundert keine eigene Kirche. Gottesdienste fanden fünf- bis sechsmal jährlich in einer kleinen Kapelle am Gotthardsbühel statt. Sie wurden von einem Kaplan aus Imst abgehalten. Eine Aussicht auf eine Stiftung in der Höhe von 6000 Gulden bildete die Grundlage für die Errichtung einer eigenen Kirche. Der gewählte Bauplatz auf einem Geländerücken am Ortsrand war die einzige für das Vorhaben ausreichend große ebene Fläche in der Gemeinde. Zudem würde das Kirchengebäude dort von allen Seiten aus gut sichtbar sein.
Die unter Baumeister Gallus Gratl aus Inzing durchgeführten Bauarbeiten begannen 1736. Bereits im September 1737 konnte der Brixener Weihbischof Ferdinand Joseph Gabriel von Sarnthein die fertiggestellte Kirche weihen. Das Widum der Pfarre wurde 1751 erbaut. Im Folgejahr zog der erste Expositus ein. Bald darauf wurde die alte Kapelle am Gotthardsbühel abgetragen. Wenige Fundamentreste der Kapelle sind erhalten geblieben.
Die Einrichtung der Kirche wurde im 19. Jahrhundert um die Orgel und Gemälde für drei Altäre erweitert. An der Wende zum 20. Jahrhundert wurden bemalte Kirchenfenster eingebaut und eine Teilrenovierung durchgeführt. Anlässlich des 250-Jahr-Jubiläums der Kirche 1987 fand eine Gesamtrenovierung statt.

## Architektur

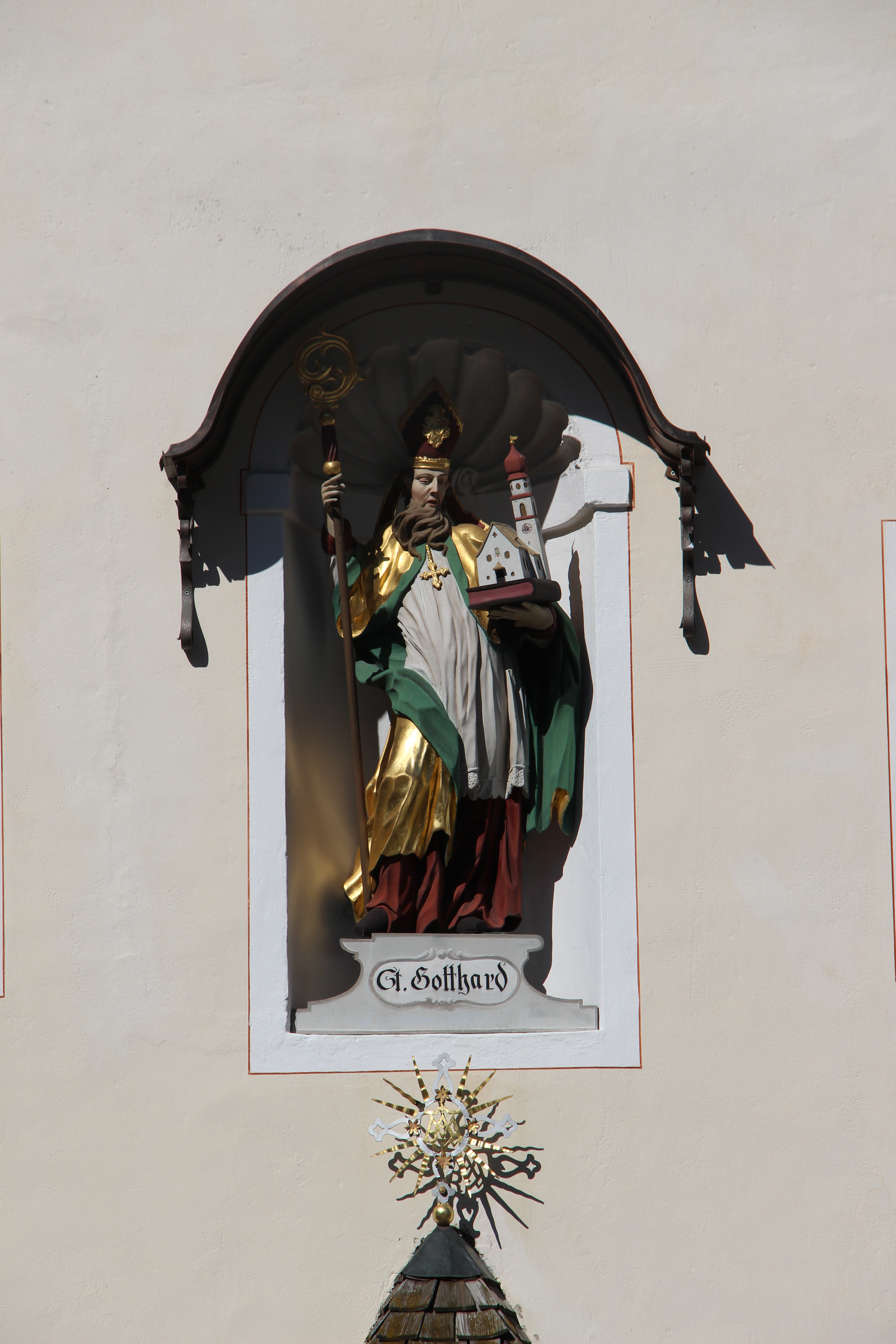
Gotthard-Figur über dem Portal

Der schlichte barocke, nach Westen ausgerichtete Kirchenbau ist von einem Friedhof umgeben. Der Turm an der Chornordseite hat ein durch Gesimse abgesetztes Glockengeschoß mit rundbogigem Schallfenster und einen achteckigen Aufbau mit einem Zwiebelhelm. Die zarte Architekturmalerei am Turm ist rot konturiert gehalten. Das große Zifferblatt der Turmuhr befindet sich unterhalb des Schalllochs. Weitere kleine Zifferblätter, die Viertelstunden anzeigen, sind darüber unterhalb des Zwiebelhelms angebracht. Sie sind von Terrakotta-Engeln gekrönt. Das Hauptportal an der Ostfassade ist mit Kupferblech beschlagen, die mit Treibarbeiten von Otto Platter aus Zams aus dem Jahr 1974 versehen sind. In den Hauptfeldern sind links das Wappen des Bischofs Paulus Rusch von der Diözese Innsbruck und rechts das Wappen von Papst Paul VI. dargestellt. Über dem Portal steht in einer Nische eine Gotthard-Figur aus der 2. Hälfte des 18. Jahrhunderts.
Das Kircheninnere zeigt ein vierjochiges Langhaus, wobei das vierte Joch um eine Mauerstärke breiter errichtet wurde, und einen wenig eingezogenen Chor mit Fünfachtelschluss. Chor und Langhaus sind mit einer Tonne mit Stichkappen überwölbt. Die Wände haben eine Pilastergliederung und Rundbogenfenster mit Laub-Bandelwerk-Stuckaturen aus der Bauzeit, die vermutlich von Meistern der Wessobrunner Schule geschaffen wurden. Im ersten Joch wurde im 19. Jahrhundert eine zweigeschoßige, neugotisch dekorierte Holzempore eingebaut. Die Kirchenfenster haben eine farbige ornamentale und figurale Verglasung aus der zweiten Hälfte des 19. Jahrhunderts und um 1900.
Die Brüstungsorgel baute Franz Weber im dritten Viertel des 19. Jahrhunderts. Es gibt eine Glocke aus dem Jahr 1795.

## Ausstattung
Der barocke Hochaltar mit jüngeren barockisierenden Ergänzungen zeigt als Altarbild Gotthard vor der Madonna, das der Maler Caspar Jele um 1865 schuf. Die Antonius und Franziskus darstellenden Seitenfiguren am Hochaltar sind um 1780 entstandene Werke des Bildhauers Josef Anton Renn. Die Seitenaltäre zeigen links Antonius und rechts Johannes Nepomuk, die beide von Caspar Jele 1863 gemalt wurden, und tragen links die Figuren Sebastian und Johannes der Täufer sowie rechts Barbara und Katharina. Die Figuren stammen aus der Werkstatt Josef Georg Witwer aus dem dritten Viertel des 18. Jahrhunderts.
Die um 1736 hergestellte stuckierte Kanzel trägt Schnitzstatuetten der vier Kirchenväter. Es gibt zwei große barocke Leuchterengel aus dem späten 17. Jahrhundert. Ein Vortragekreuz stammt aus der ersten Hälfte des 18. Jahrhunderts. Die Stationsbilder entstanden Ende des 18. Jahrhunderts.
Ein spätgotisches Relief der Grablegung Christi ist am mittleren Pilaster der Nordwand als Pendant zur Kanzel angebracht. Es wurde von einem unbekannten Meister aus dem süddeutschen Raum um 1520 geschaffen und ist das bedeutendste und älteste Kunstwerk in der Kirche. Das Relief ist bunt gefasst und teilweise vergoldet. Es befindet sich seit 1911 in der Pfarrkirche und wurde zuvor in der Totenkapelle aufbewahrt. Einer Sage nach wurde das Relief in der Reformationszeit im Engadin in den Inn geworfen und bei Prutz wieder aus dem Fluss gezogen.